# Čileansko vino
Čileansko vino počelo se proizvoditi dolaskom španjolskih doseljenika. Važan je i francuski utjecaj. Vino se dobiva od uglavnom tipičnih francuskih sorti grožđa.
Većina čileanskih vinograda nalazi se u središnjem dijelu zemlje između Anda i obalnih planina. Klima je pogodnija za proizvodnju grožđa nego u Argentini. Glavna su proizvodna područja (od sjevera prema jugu): Aconcaguavallei, Casablanca, Maipo Valley, Rapel Valley, Curico, Maule, Bío-Bío i Itata. 
Čileanci vrlo uspješno način povezuju turizam i vinogradarstvo. Većina vinograda otvorena su za javnost. Do vinograda se može dići i starim parnim vlakom iz 1913.
Glavni sorte grožđa su: cabernet sauvignon, merlot, chardonnay, sauvignon blanc i semillion. Čile ima svoju sortu carmenère, slično merlotu. Okus čileanskih vina bogat je i sočan.

## Galerija
- Karta vinorodnih područja Čilea.
- Vinograd u Čileu.
- Vino carmenère.
- Bačve vina.